# Randall Duk Kim
Randall Duk Kim (ur. 24 września 1943 na Hawajach) – amerykański aktor teatralny, który na ekranie pojawiał się głównie w rolach drugoplanowych, m.in. jako Klucznik w serii Matrix i mistrz Oogway w cyklu Kung Fu Panda.

## Filmografia

### Filmy
| Rok  | Tytuł                                  | Rola                        | Uwagi                |
| ---- | -------------------------------------- | --------------------------- | -------------------- |
| 1998 | Zabójczy układ                         | Alan Chan                   |                      |
| 1998 | Cienka czerwona linia                  | tłumacz                     | nieuwzgl. w napisach |
| 1999 | Anna i król                            | Generał Alak                |                      |
| 2003 | Matrix Reaktywacja                     | Klucznik                    |                      |
| 2005 | Wyznania gejszy                        | Dr Crab                     |                      |
| 2006 | Tylko Grace                            | pan Hung                    |                      |
| 2007 | Tailor Made                            | Wong                        | krótkometr.          |
| 2007 | Year of the Fish                       | Auntie Yaga/Old Man/Foreman |                      |
| 2008 | Kung Fu Panda                          | Mistrz Oogway (głos)        |                      |
| 2008 | Kung Fu Panda: Sekrety Potężnej Piątki | Mistrz Oogway (głos)        | krótkometr.          |
| 2009 | Dragonball: Ewolucja                   | Gohan                       |                      |
| 2009 | Ninja zabójca                          | Tattoo Master               |                      |
| 2010 | Ostatni władca wiatru                  | Old Man in Temple           |                      |
| 2011 | Kung Fu Panda: Sekrety mistrzów        | Mistrz Oogway (głos)        | krótkometr.          |
| 2014 | John Wick                              | Doktor                      |                      |
| 2016 | Kung Fu Panda 3                        | Mistrz Oogway (głos)        |                      |
| 2019 | John Wick 3                            | Doktor                      |                      |